# Gnamptogenys fieldi
Gnamptogenys fieldi é uma espécie de formiga do gênero Gnamptogenys.